# Óxido de berílio
Óxido de berílio (BeO), também conhecido como berília, é um composto inorgânico com a fórmula BeO. Este sólido incolor é um isolante elétrico notável com uma condutividade térmica maior do que qualquer outro não-metal exceto o diamante, e na verdade excede a de alguns metais. Como um sólido amorfo, óxido de berílio é branco. O seu ponto de fusão elevado conduz à sua utilização como um refratário. Ocorre na natureza como o mineral bromelita. Historicamente e em ciência dos materiais, óxido de berílio foi chamado glucina ou óxido de glucínio (glucinium).